# Долматовский сельский совет (Голопристанский район)
Долматовский сельский совет (укр. Долматівська сільська рада) — входит в состав
Голопристаньского района
Херсонской области
Украины.
Административный центр сельского совета находится в 
с. Долматовка
.

## Населённые пункты совета
- с. Долматовка